# کوتسنی
کوتسنی (به لاتین: Kocēni) یک روستا در لتونی است که در شهرداری کوتسنی واقع شده‌است. لیاا ۹۰۵ نفر جمعیت دارد.